# Scum
Scum er det første album fra det engelske grindcoreband Napalm Death som blev udgivet i  1987. Albummet blev indspillet for 50$ i 1986 ved Rich Bitch Studio (Birmingham, England).
Sangen "You Suffer" har været i Guinness Rekordbog som verdens korteste sang på 1.316 sekunder. 

## Numre

### Side A
1. "Multinational Corporations" – 1:06
2. "Instinct of Survival" – 2:26
3. "The Kill"  – :23
4. "Scum" – 2:38
5. "Caught... In a Dream" – 1:47
6. "Polluted Minds" – 0:58
7. "Sacrificed" – 1:06
8. "Siege of Power" – 3:59
9. "Control" – 1:23
10. "Born on Your Knees" – 1:48
11. "Human Garbage" – 1:32
12. "You Suffer" – 1.316 sekunder

### Side B
1. "Life?" – :43
2. "Prison without Walls" – :38
3. "Point of No Return" – :35
4. "Negative Approach" – :32
5. "Success?" – 1:09
6. "Deceiver" – :29
7. "C.S." – 1:14
8. "Parasites" – :23
9. "Pseudo Youth" – :42
10. "Divine Death" – 1:21
11. "As the Machine Rolls On" – :42
12. "Common Enemy" – :16
13. "Moral Crusade" – 1:32
14. "Stigmatized" – 1:03
15. "M.A.D." – 1:34
16. "Dragnet" – 1:01